# Nāgothana
Nāgothana är en ort i Indien.   Den ligger i distriktet Raigarh och delstaten Maharashtra, i den sydvästra delen av landet, 1 200 km söder om huvudstaden New Delhi. Nāgothana ligger 15 meter över havet och antalet invånare är 10 866.
Terrängen runt Nāgothana är lite kuperad. Runt Nāgothana är det tätbefolkat, med 266 invånare per kvadratkilometer. Närmaste större samhälle är Roha, 11,8 km söder om Nāgothana. Omgivningarna runt Nāgothana är en mosaik av jordbruksmark och naturlig växtlighet.